# 정몽주 초상화
정몽주 초상화는 경기도 용인시 처인구 모현읍 능원리, 충렬서원에 있던 고려시대의 초상화이다. 1990년 11월 22일 용인시의 향토문화재 제13호로 지정되었다가, 분실되어 2006년 모사본으로 제작되어 2011년 12월 13일 향토문화재지정이 해지되었다.

## 같이 보기
- 정몽주
- 용인 충렬서원 - 경기도 유형문화재 제9호

## 참고 문헌
- 정몽주 초상화 - 용인시 문화관광 - 향토유적